# Zehista
Zehista ist seit 1930 ein Stadtteil von Pirna im Landkreis Sächsische Schweiz-Osterzgebirge.

## Geschichte

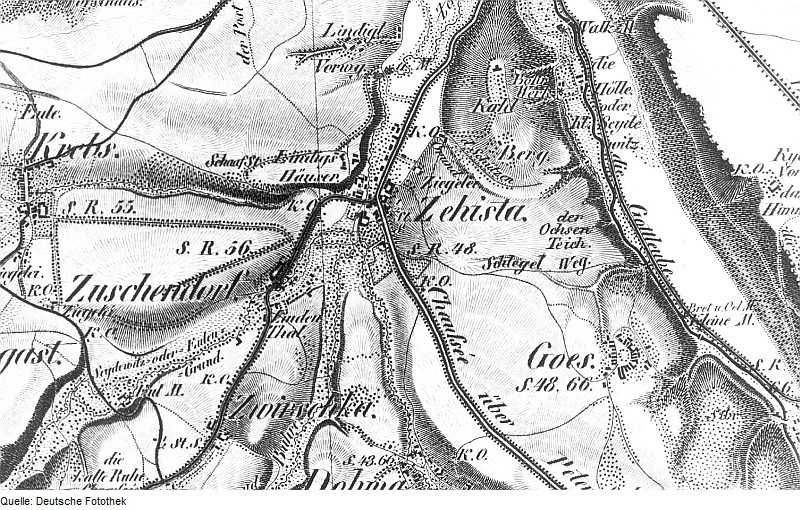
Zehista auf der Oberreitschen Karte von 1821

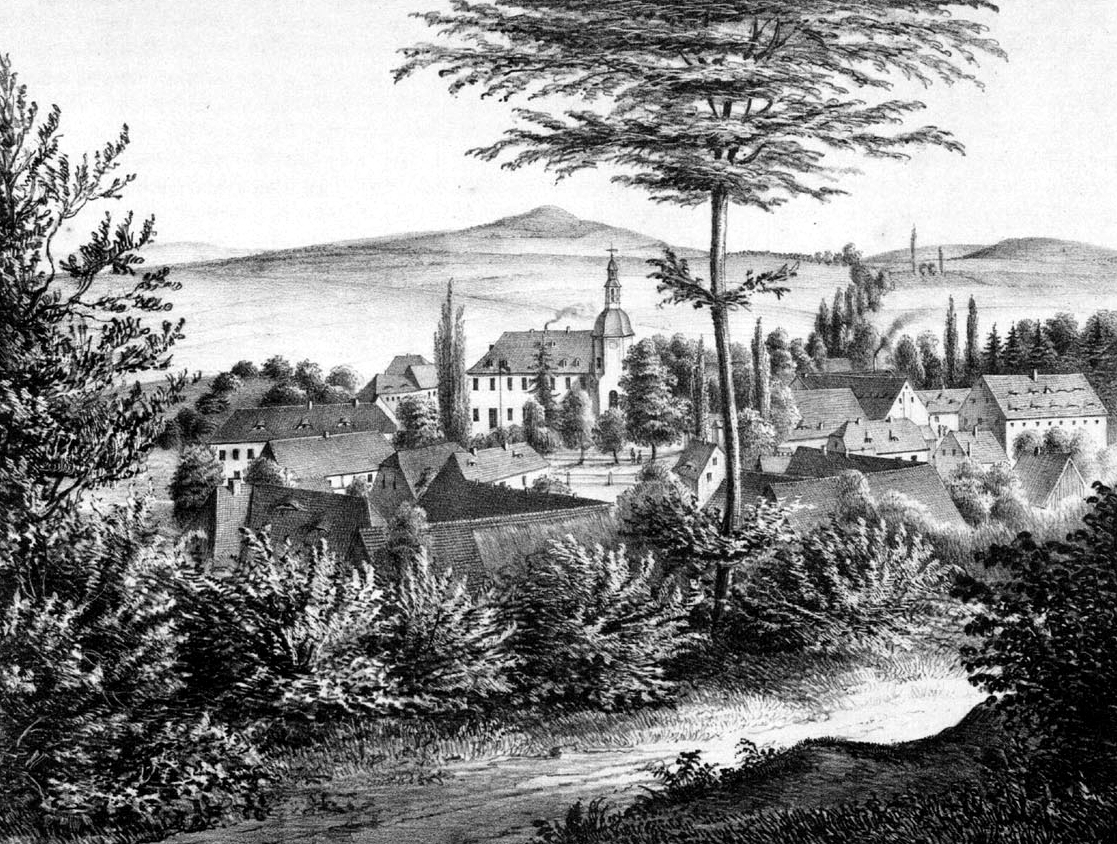
Zehista um 1860

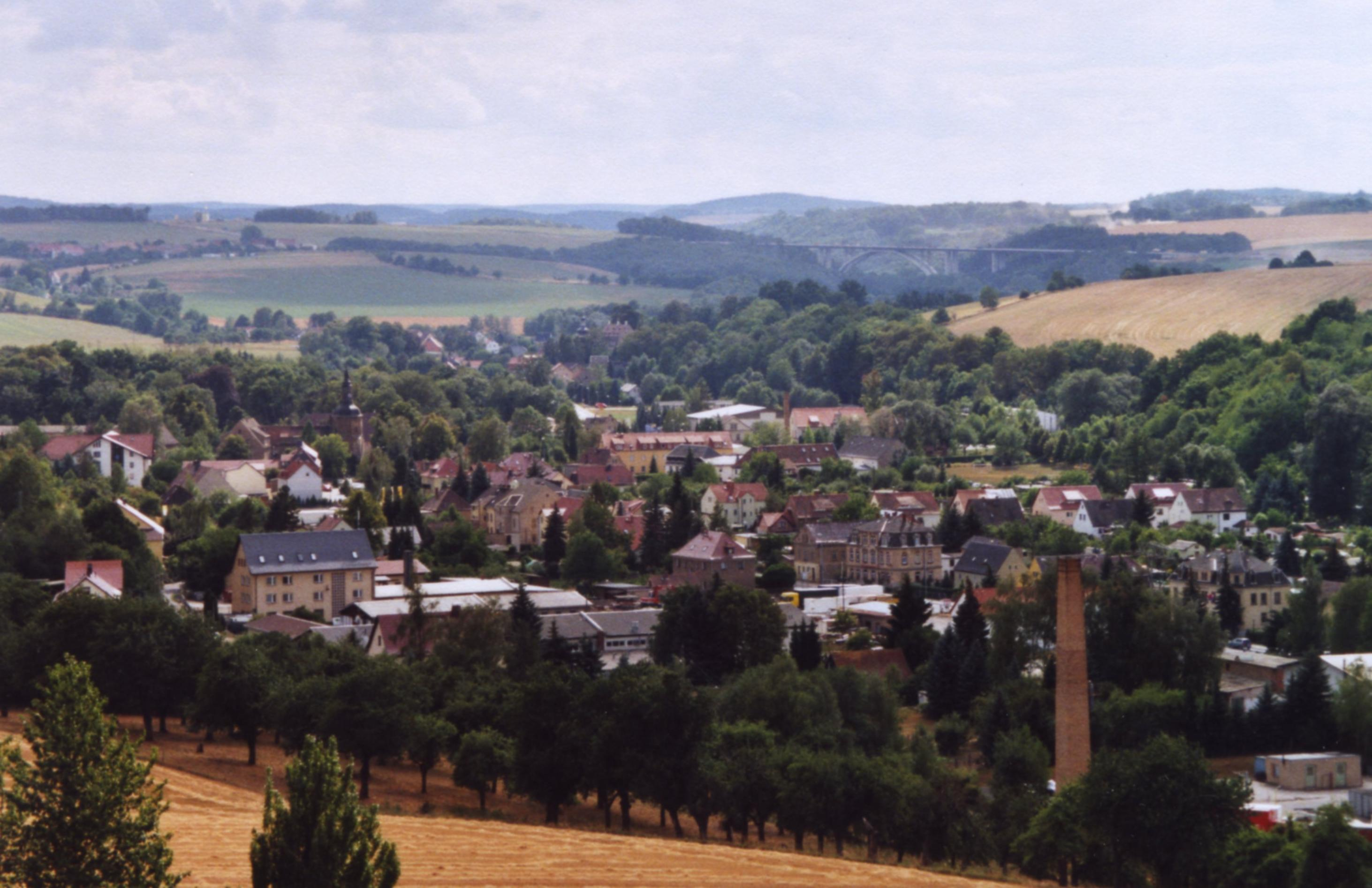
Blick auf Zehista (2006)

Der im Tal der Seidewitz liegende Ort wurde erstmals 1355 als Zceyst erwähnt. Dieser Name leitet sich vom tschechischen cesta ab, was so viel wie Weg oder Straße bedeutet. Damit war wahrscheinlich ein von Dohna nach Königstein bzw. ein nach Pirna selbst führender Weg gemeint. Im Laufe der Geschichte traten auch die Schreibweisen Zceyst, Ciest, Zyhist und Zehist auf.
Der Ursprung des Ortes ist vermutlich slawisch (sorbisch), darauf deutet auch die ursprüngliche Ortsform als Bauernweiler hin. Erst später erfolgte die Erweiterung um ein Großgut und einige Häusleranwesen entlang der Straße nach Pirna. Das Gut war 1458 Vorwerk und 1551 Rittergut. Später wurde das Rittergut zum Schloss umgebaut. Seit dem 1. Februar 1930 ist Zehista ein Ortsteil von Pirna. Zum Zeitpunkt der Eingemeindung zählte der Ort etwa 750 Einwohner (Stand 1925). Seit 1990 ist der Ort durch die Anlage eines Wohnparkes (über 90 Grundstücke) baulich deutlich erweitert wurden. 2002 wurden auch in Zehista einige Häuser von der großen Flut beschädigt. 

### Schloss Zehista

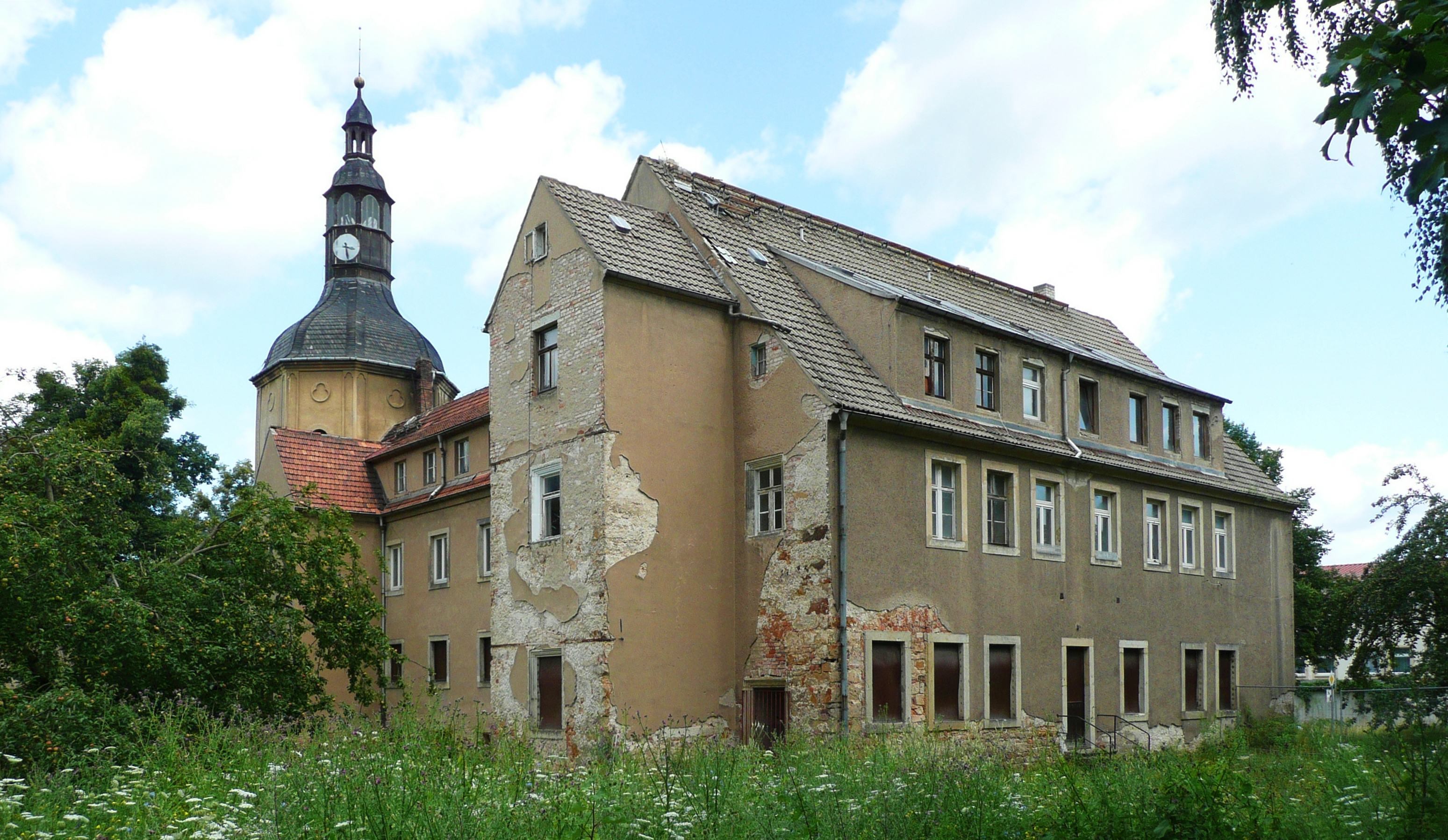
Schloss Zehista, Zustand vor Beginn der Sanierungsarbeiten (2009)

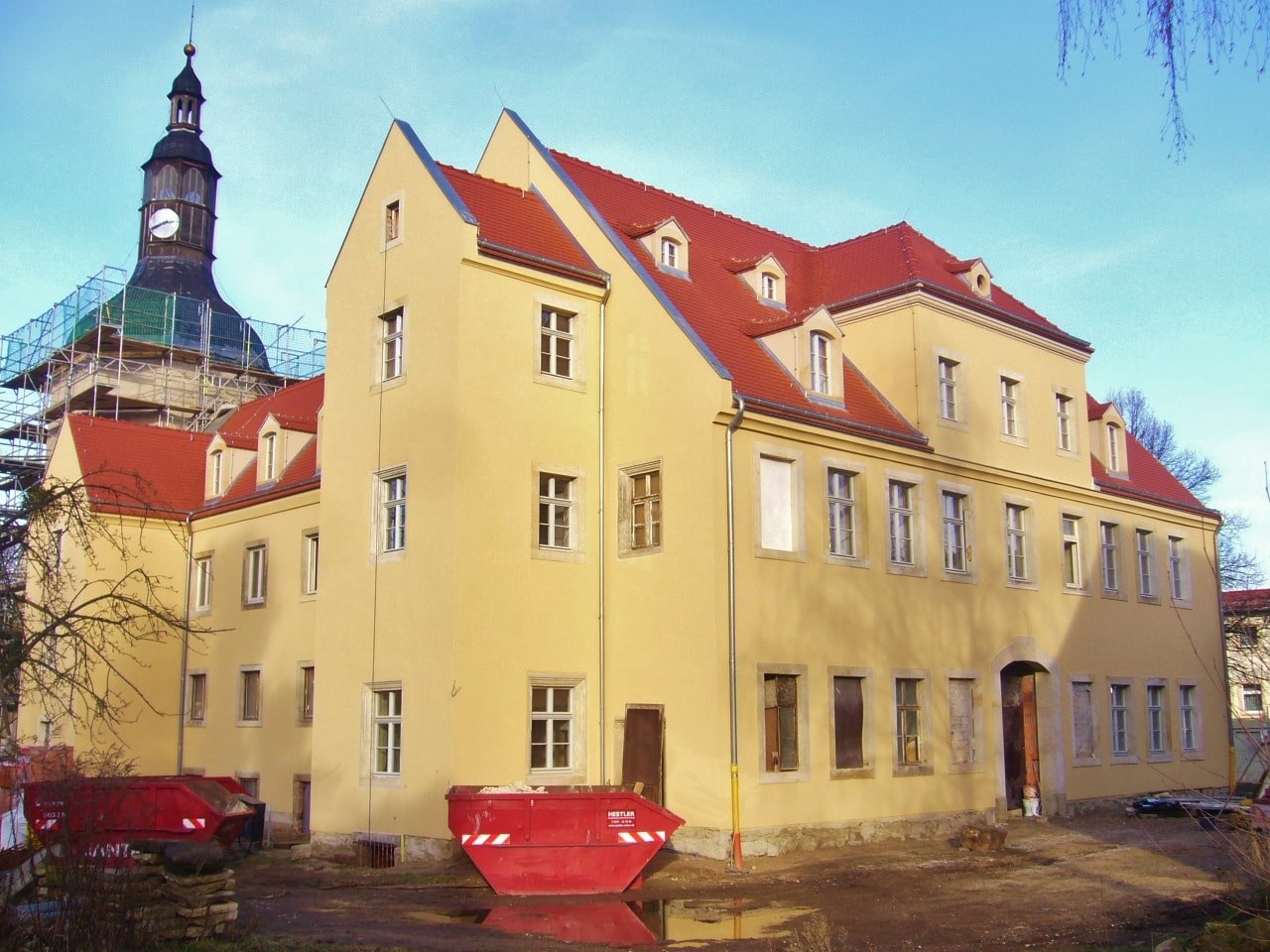
Schloss Zehista, Ansicht während der Sanierungsarbeiten (Dezember 2012)

Noch vor dem Dreißigjährigen Krieg wurde das Zehistaer Rittergut zum Schloss umgebaut. Während der in diesem Krieg erfolgten Belagerung von Pirna beherbergte das Schloss 1639 zeitweise das Hauptquartier des schwedischen Feldmarschalls Johan Banér. 1651 gelangte es in den Besitz von Banérs ehemaligem Gegenspieler, dem Pirnaer Festungskommandanten Johann Siegmund von Liebenau. 1735 kaufte Johann Adolph von Brühl, ein Bruder von Heinrich Graf von Brühl, das Anwesen. In seine Zeit fällt auch die Errichtung der sehenswerten Hauskirche aus dem  Jahr 1742. Letzte Besitzer des Schlosses war die Adelsfamilie von Rex, die es von 1820 bis zur Enteignung im Rahmen der Bodenreform in der sowjetischen Besatzungszone 1945 besaßen. Nach der Enteignung wurden im Schloss Umsiedlerwohnungen eingerichtet, den Umbaumaßnahmen fielen einige Gebäudeteile und der ursprüngliche Schlosscharakter zum Opfer. Seit 1995 stand das Schloss leer. Ab 2011 begann ein privater Investor mit der Sanierung des Hauptgebäudes. Diese wurde im Dezember 2014 im Wesentlichen abgeschlossen. Das Schloss wird nun zu Wohnzwecken (9 Wohnungen) genutzt.

### Schlossbesitzer
- Christoph Heinrich Friedrich zu Solms, sächsischer Geheimer Rat und Kammerherr
- Graf Carl Alexander von Rex (1780–1849), sächsischer Kammerherr
- Graf Alexander Caspar von Rex (1827–1870), Offizier[5]
- Egon Karl Kaspar von Rex (1854–1912)
- Egon-Ferdinand Graf von Rex (1914–1945)
- Christian Wildmoser

## Verkehr

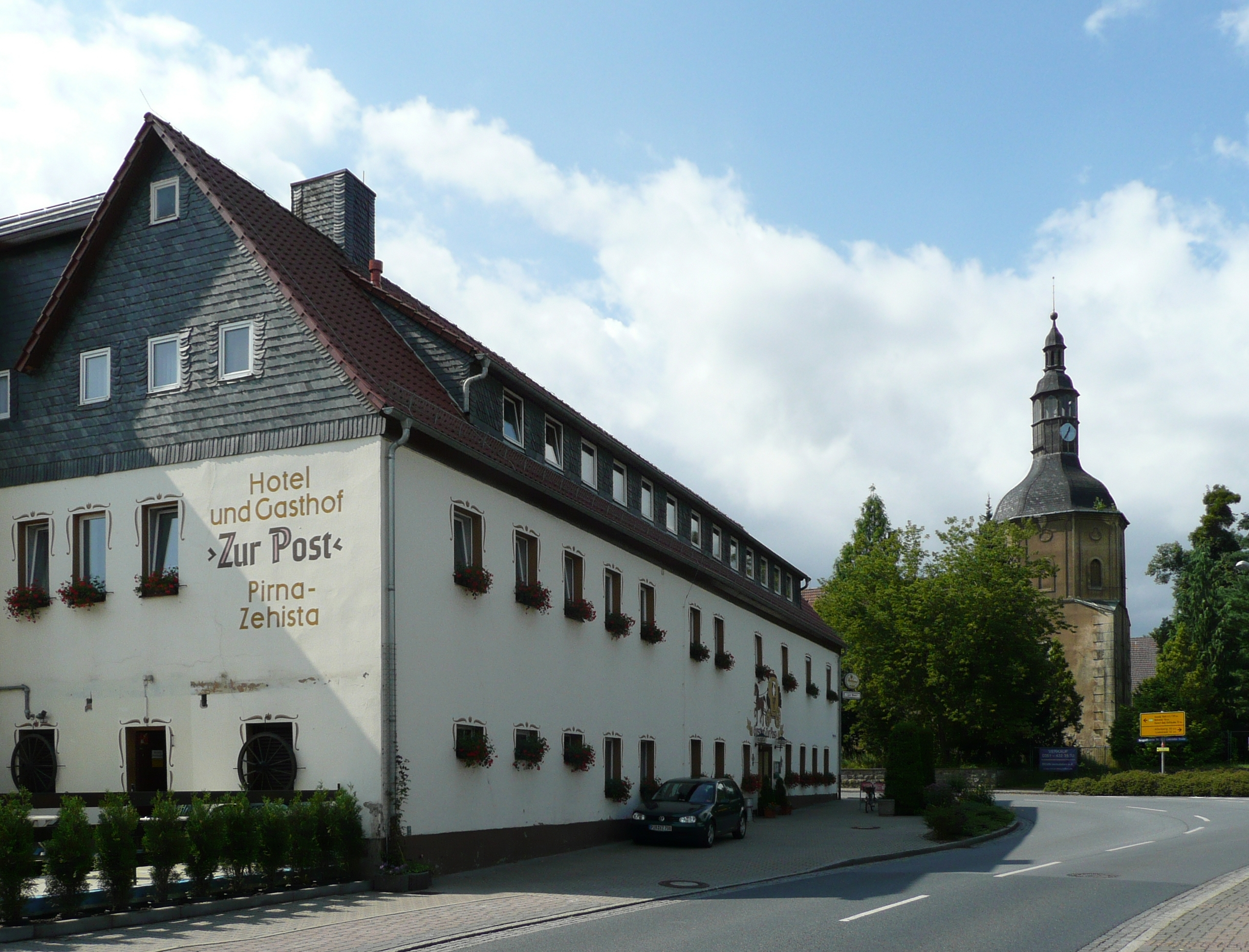
Gasthof „Zur Post“, zwischen 1693 und 1827 erste Poststation auf dem Weg von Dresden nach Prag

Verkehrlich ist Zehista an der über Berggießhübel und den Nollendorfer Pass nach Nordböhmen führenden Straße (heute Staatsstraße S 173) gelegen. Von ihr zweigt vor dem Schloss die über Zuschendorf durch das Seidewitztal nach Liebstadt führende Straße ab. An dieser Gabelung befindet sich ein noch heute existenter, 1686 erstmals erwähnter Gasthof. Hier befand sich zwischen 1693 und 1827 von Dresden kommend die erste Poststation der Neuen Dresden-Teplitzer Poststraße. Ab 1894 verfügte Zehista zudem über zwei Haltepunkte an der von Pirna nach Cotta führenden Eisenbahnstrecke. Der Personenverkehr wurde allerdings bereits 1957 eingestellt und die Strecke nach 1990 rückgebaut.
Für die geplante Südumfahrung Pirnas durch die Bundesstraße 172b soll nördlich von Zehista eine Brücke über das Seidewitztal errichtet werden. Auch in den Planungen für den Neubau einer Eisenbahn-Schnellfahrstrecke Dresden–Prag ist an dieser Stelle eine Talbrücke vorgesehen.

## Persönlichkeiten
- Egon Karl Kaspar von Rex (1854–1912), Politiker, Kammerherr und Rittergutsbesitzer